# Telegraful român
Telegraful român este o gazetă bisăptămânală de informare socială și culturală, al cărei prim număr a apărut la 3 ianuarie 1853, la Sibiu. A fost întemeiată de episcopul Andrei Șaguna (viitorul mitropolit al Ardealului, din 1864), fiind singurul ziar românesc vechi cu apariție neîntreruptă până în prezent.
Primul redactor al gazetei a fost Florian Aaron, înlocuit de Pavel Vasici,după primele opt numere. La început, gazeta a apărut scrisă cu caractere chirilice, dar a publicat între anii 1859 și 1863 și articole imprimate cu caractere latine. Alți redactori ai revistei, înainte de 1900, au fost Ioan Bădilă, Visarion Roman, Ioan Rațiu, Zaharia Boiu, Nicolae Cristea. Deși a avut mai mulți redactori, Telegraful român a urmat direcția editorială dată de Andrei Șaguna, care milita pentru independența politică și religioasă a românilor din Transilvania.
În Telegraful român au debutat: Zaharia Boiu cu poezia Salutare în 1853, Visarion Roman cu poezia Fiul grijei în 1853, Alexandru Macedonski, la 8 decembrie 1870 cu poezia Dorința poetului, trimisă de la Viena și Ilarie Chendi cu nuvela Emi la 14 iulie 1892, semnată X.
În paginile revistei au publicat numeroși scriitori români, precum Costache Negruzzi, Vasile Alecsandri, Cezar Bolliac, Dimitrie Bolintineanu, Ion Creangă, Ioan Slavici, Alexandru Vlahuță, George Coșbuc etc.